# Entocythere tyttha
Entocythere tyttha är en kräftdjursart som beskrevs av Hobbs och Hobbs III 1970. Entocythere tyttha ingår i släktet Entocythere och familjen Entocytheridae. Inga underarter finns listade i Catalogue of Life.